# 沖縄森永乳業
沖縄森永乳業株式会社（おきなわもりながにゅうぎょう）は、沖縄県の乳業会社。他社の沖縄現地法人と異なり、現地企業を森永乳業グループが傘下におさめたものである。また、創業当初は乳酸菌飲料の製造販売を社業とし、牛乳の製造販売には後年になって参入している。
本社・工場は、沖縄県那覇市繁多川に所在していたが、住宅地内にありこれ以上の工場拡大が困難なため、2009年にマリンタウンプロジェクトにより西原町東崎に移転した。
キャッチコピーは、「真心と新鮮さをお届けする」。

## 商品
- 県産酪農牛乳（牛乳）
- ゲンキミルク（加工乳）
- カルシウムの達人（乳飲料） - 乳飲料では県内初の特定保健用食品
- 脂肪ゼロ骨元気（乳飲料）
- 森永ヨーゴ（乳酸菌飲料） - 沖縄限定発売
- 森永カフェ（乳飲料） - 沖縄限定発売
- 森永カフェ・オレ（乳飲料） - 森永カフェ姉妹品
- リプトンティー（紅茶飲料）
- ルイボス茶（茶系飲料） - アフリカ原産「ルイボス茶」を使用

## 沿革
- 1955年 - 個人企業「沖縄アミノ酸ヤクトール本舗」として創業。
- 1962年 - 「ゲンキ乳業」に商業変更。牛乳、ヨーグルトの製造販売を開始。
- 1963年 - 株式会社に改組（資本金5万ドル）。
- 1970年 - 森永乳業と資本提携。「沖縄森永乳業」設立。
- 2009年 - 本社および工場を西原町東崎に移転。